# Droit togolais
Le droit togolais est le droit appliqué au Togo depuis l'indépendance de la France le 27 avril 1960.

## Sources du droit

### Constitution
La Constitution est la loi fondamentale du Togo,.

### Législation
L'article 81 dispose que l’Assemblée nationale détient le pouvoir législatif et qu’elle vote seule la loi.
L'article 84 dispose ce qui est du domaine de la loi.

### Règlement
L'article 85 dispose que « les matières autres que celles qui sont du domaine de la loi ont un caractère réglementaire ». 

## Organisation juridictionnelle

### Juridictions ordinaires de droit commun
Les juridictions ordinaires de droit commun sont : la Cour suprême, les Cours d'appel et les tribunaux de première instance,.

### Juridictions spécialisées de droit commun
Les juridictions spécialisées de droit commun sont les tribunaux du travail et les tribunaux pour enfants.

### Juridictions d'exception
Les juridictions d'exception sont la Cour de sûreté de l’État et le tribunal spécial chargé de la représentation des détournements des deniers publics.

## Cour constitutionnelle
La Cour constitutionnelle est la plus haute juridiction de l’État en matière constitutionnelle. Elle juge de la constitutionnalité des lois et garantit les droits fondamentaux.